# Neoseiulus wearnei
Neoseiulus wearnei är en spindeldjursart som först beskrevs av Schicha 1987.  Neoseiulus wearnei ingår i släktet Neoseiulus och familjen Phytoseiidae. Inga underarter finns listade i Catalogue of Life.